# Neveklov
Neveklov (in tedesco Neweklau) è una città della Repubblica Ceca facente parte del distretto di Benešov, in Boemia Centrale.